# Bernhard von Schönberg

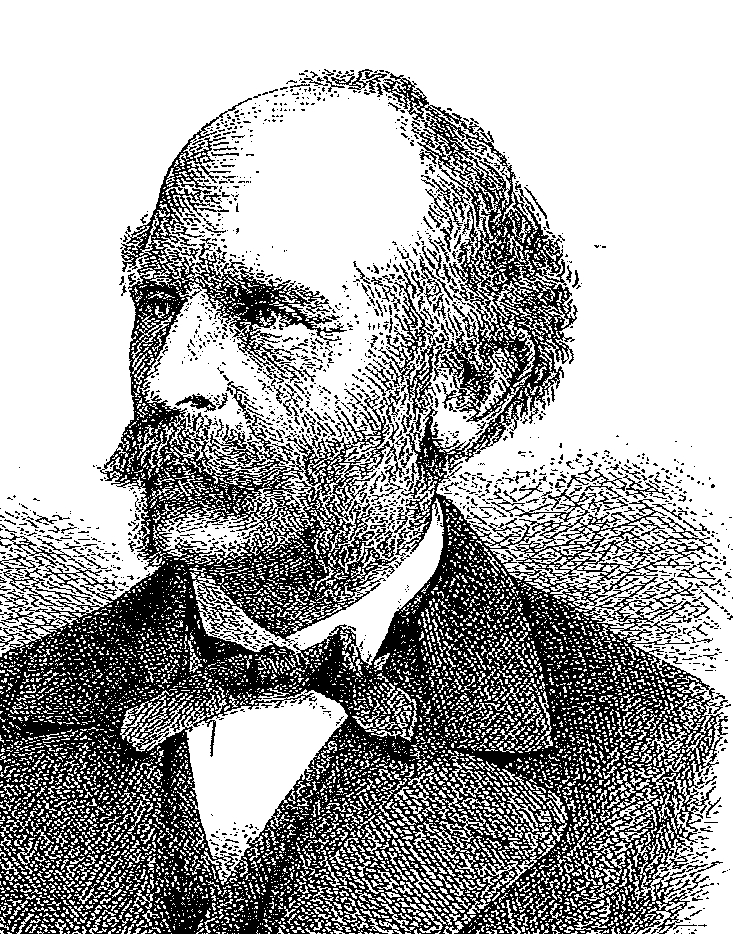
Bernhard von Schönberg

Bernhard Karl Franz von Schönberg (* 7. März 1827 in Kreipitzsch; † 26. April 1902 in Dresden) war ein deutscher Verwaltungsjurist im Königreich Sachsen.

## Leben
Bernhard war der Sohn des Kammerherrn Franz von Schönberg, dem Besitzer des Rittergutes Kreipitzsch und der Burgruine Rudelsburg, und der Charlotte von Schönberg-Nieder Reinsberg. 
Er studierte Rechtswissenschaft an der Universität Leipzig und stiftete 1849 das Corps Guestphalia Leipzig. Um 1855 wurde er Regierungsrat in Zwickau und Vorsitzender des dortigen Musikvereins. In dieser Funktion veranlasste er, dass am 7./8. Juni 1860, anlässlich des 50. Geburtstags von Robert Schumann, Gedenkfeiern zu Ehren des Komponisten stattfanden und an dessen Geburtshaus, dem heutigen Robert-Schumann-Haus in Zwickau, eine Gedenktafel angebracht wurde. Zuletzt war Schönberg königlich sächsischer Wirklicher Geheimer Rat und vom 1. Juni 1879 bis 31. Dezember 1894 Präsident der Königlich Sächsischen Oberrechnungskammer in Dresden. Sein Nachfolger war Hermann von Salza und Lichtenau. Mit 75 Jahren gestorben, wurde von Schönberg auf dem Trinitatisfriedhof beigesetzt.

## Familie
Schönberg heiratete am 12. April 1864 in Zwickau Marie Fischer (* 14. März 1843 in Zwickau; † 25. April 1924 in Dresden), die Tochter des Fabrikanten Christian Fischer und der Emma Mieg. Das Ehepaar hatte die beiden Töchter Johanna (1867–1945) und Margarethe (1869–1948) sowie den Sohn Bernhard (1882–nach 1953). Margarethe heiratete den Politiker Hans Dietrich von Zanthier. Bernhard wurde wie sein Vater ebenfalls Jurist.

## Ehrungen
- Ehrenmitglied des Corps Guestphalia Leipzig

## Werke
- Die Armengesetzgebung des Königreichs Sachsen. Für den practischen Gebrauch, mit besonderer ..., Roßberg Buchhandlung, Leipzig 1864. Digitalisat
- mit Albert Fraustadt: Geschichte des Geschlechtes von Schönberg meissnischen Stammes. Leipzig 1878.

Band 1, Teil 2. Digitalisat
Band 2. Digitalisat
Nachdruck Nabu Press 2011. ISBN 978-1-271-37519-6. Digitalisat